# Historia de Galicia
La historia de Galicia incluye los primeros asentamientos humanos en la zona y se extiende hasta la actualidad. Poblada desde la prehistoria, su territorio presenta bastantes muestras de la cultura megalítica que durante la Edad del Hierro y la Edad del Bronce derivará en la cultura castreña. Los límites geográficos de Galicia evolucionaron a lo largo de los siglos. A la provincia romana de Gallaecia sucedió en 410 el regnum suevorum, regnum galliciense o reino suevo. Se denomina «reino de Galicia» el período que va de 410 al 30 de noviembre de 1833, fecha en la que la regente María Cristina de Borbón firmó el decreto que disolvía la Xunta Superior do Reino de Galiza. Se considera que Galicia tuvo una política autónoma hasta el siglo XV, tomándose como fecha simbólica 1486, año en el que los Reyes Católicos visitaron Santiago de Compostela, si bien los reyes de Castilla ya eran también reyes de Galicia desde 1230.
A partir de 1833 y hasta la Transición española, Galicia ya no es una entidad política-administrativa. Sin embargo ha evolucionado siempre conservando sus particularismos culturales, económicos, sociales y políticos. El 28 de junio de 1936, un proyecto de estatuto de autonomía fue aprobado por referendum en Galicia, pero el gobierno de la II República no pudo ponerlo en práctica dado que el 17 de julio estalló la Guerra Civil. Desde los primeros días del levantamiento, las cuatro provincias gallegas pasaron bajo control franquista. Cuando el régimen volvió a crear en 1940 unas capitanerías generales militares dotadas de poder civil, Galicia fue la octava.
Las nuevas instituciones democráticas creadas a partir de 1977 llevaron a la aprobación del estatuto de autonomía de Galicia el 6 de abril de 1981, que reconoce Galicia como nacionalidad histórica dentro del Estado español.

## Etimología
La denominación deriva del topónimo Gallaecia. Con este nombre los romanos identificaban a la provincia del Imperio romano que abarcaba el tercio de la península ibérica situado al norte del río Duero y al oeste del río Pisuerga.
Aunque en esta extensa área territorial convivían grupos humanos asentados desde el Neolítico, el nombre procede de los celtas (conocidos como “celtas de Urnenfelder” (‘campos de urnas’), un grupo de indoeuropeos que se asentaron en la península durante el periodo calcolítico (entre el 2300 y el 1800 a. C.) y posteriormente a partir del siglo IV a. C. (celtas de la cultura Hallstatt o Sefes).
Los celtas aparecen por primera vez en los textos del historiador griego Hecateo de Mileto que en el año 517 a. C. se refiere a ellos con el nombre de κέλτης kéltis (‘ocultos’). Es posible que ese nombre provenga de la mitología griega, en la que se ubicaba al pueblo celta como descendiente de Celtus transformándose en celti (céltae) al incorporarse al latín.
Sin embargo el término celtae era muy genérico para identificar la gran variedad de asentamientos celtas en Europa, por lo que pronto comenzaron a ser clasificados en función de sus lenguas o de las deidades que veneraban. De esta forma en las islas Británicas se podían encontrar celtas goidélicos y britones entre otros clanes, en tanto que los de la península ibérica serían conocidos como καλλαικoι (kallaikoi), tal como relata Estrabón en el siglo I a. C.
Si bien kallaikoi era sólo la denominación de los clanes celtas galaicos situados en torno a la desembocadura del río Duero, este término acabó identificando a todos los del noroeste peninsular. El motivo debe encontrarse en su ubicación, una privilegiada zona de paso fluvial y marítimo que favoreció la preeminencia de la pópuli (población) llamada Cale (actual Oporto), cuyos habitantes ya serían llamados caleci o gallaeci por Plinio el Viejo. Esto derivaría después en los etónimos Calecia o Gallaecia (Galicia) al norte y Porto Cale (Portugal) al sur.
La denominación del territorio se consolida en el año 239 d. C. con la reforma administrativa emprendida por Diocleciano cuando es creada la provincia Gallaecia segregándola de la Tarraconensis al abarcar los conventus Bracarensis, Asturiacensis y Lucensis.
El topónimo se conservará incluso en árabe: en los mapas y textos de los cronistas del Califato Omeya de Córdoba, aparecerá como Jalikiah, Yiliquí o Yilliquiyya. Posteriormente derivaría en Galiza, Galicia y en francés, Galyce.
En cuanto a la etimología, la teoría más consolidada (de Higino Martins, 1990) indica que Galicia procede de la raíz indoeuropea kala (‘refugio, abrigo’), que pasó a las lenguas gaélicas como gall (madre, tierra). Esta teoría es además coherente con las que vinculan el étimo a la Diosa Madre de los celtas, Cal-Leach, como al radical ya latinizado Cale, de cuyo análisis se identifican los significados de ‘piedra’, ‘roca’ o ‘duro’ en coherencia con la orografía granítica sobre la que se asentaban estos clanes.

## Prehistoria: Gallaecia
Siguiendo la periodización cronológica al uso, se aborda este extenso período histórico comenzando por las primeras manifestaciones culturales del Neolítico en la región (Oestriminios). En esta época se define la iconografía identitaria galaica que después eclosionará con la llegada de la cultura de las Urnas de Vlenden-Bennghardt de mano de los celtas (Kallaicoi) durante la Edad de Bronce y el Calcolítico. Finalmente, se aborda la romanización desde los primeros enfrentamientos bélicos (romanos) hasta la conformación de la jerarquía eclesiástica priscilianista a finales del siglo IV (priscilianismo).

### Oestrimnios
Los primeros antecedentes de la posterior configuración territorial y cultural galaicas se registran a partir del Neolítico. Tras la aparición del género Homo en África durante el Pleistoceno, tendrá lugar la transición entre las especies Australopitecus y sapiens a lo largo de todo el Paleolítico. En Europa, a su vez y a partir de antecesores comunes al Homo Sapiens se desarrolla la especie Neandertal que según las hipótesis de los paleoantropólogos se extinguió, hace unos 30000 años, por la superioridad numérica y organizativa del hombre de Cromagnon aunque posiblemente se dieran casos de hibridación; por lo tanto, el Homo Sapiens protagoniza en solitario el cambio progresivo de una organización social nómada basada en el sistema de caza y recolección a otra basada en la agricultura. Este cambio favorece la creación de asentamientos más estables y con ellos la emergencia de nuevas formas culturales.
Una de ellas es el megalitismo, que en Europa se desarrolla desde el Neolítico hasta la Edad de Bronce caracterizándose por la presencia de megalitos, construcciones realizadas con piedras de grandes dimensiones. A la luz de las dataciones arqueológicas y síntesis historiográficas hasta la fecha, no se recomienda asumir como probado el comienzo de esta nueva cultura antes del 4300 a. C. tanto en Galicia como en el norte de Portugal, donde se origina el megalitismo atlántico al extenderse por toda la fachada atlántica. La cultura del “megalitismo atlántico” vive su apogeo peninsular entre el 3000 a. C. y el 2300 a. C. y se manifiesta de forma homogénea en un área que comprendería el norte de Portugal, Galicia, Asturias, León y Zamora de manera que su área de implantación sería el precedente de la futura Gallaecia.
Los megalitos que más abundan son los sepulcros funerarios, construcciones formadas generalmente por un túmulo en torno a un dolmen interior con o sin corredor de entrada, en el que se depositaban los cadáveres y un ajuar funerario. Estos dólmenes se encuentran frecuentemente agrupados en necrópolis situadas en llanuras o altiplanos y proliferan sobre todo en la vertiente septentrional y occidental de la actual Galicia.
El gran número de dólmenes inducen la existencia de una población densa y dispersa que, según los análisis arqueológicos, hacía uso de una ganadería primitiva basaba en la cría de bueyes, cerdos, cabras y ovejas y una agricultura de cereales y leguminosas poco sofisticada, lo que les obligaría a seguir dependiendo de las técnicas mesolíticas de caza y recolección. La sociedad megalítica galaica no desarrolló una jerarquización social significativa, como demuestran los ascéticos uniformes de los sepulcros o los enterramientos colectivos, en los que abundan más los útiles de finalidad productiva que los objetos de adorno. Se trataba en cambio de una “sociedad igualitaria, compuesta de pequeñas comunidades, poco belicosa y asentada de forma dispersa” en el territorio. Su características más destacables serían su sorprendente habilidad arquitectónica (arquitectura prehistórica de Galicia) —lo que revela una gran capacidad de organización del grupo—, y sobre todo su capacidad de abstracción y trascendencia manifestada en profundo sentido religioso, constatable en la gran cantidad de sepulcros. Los grabados encontrados en ellos describen una “mitología centrada en la fecundidad y en la muerte”, emergiendo la figura del oficiante o mediador entre los dioses y los seres humanos.
Las tecnologías megalíticas comienzan a desaparecer con la llegada de las técnicas metalúrgicas. Sin embargo la identidad cultural fraguada en el período megalítico no desaparecerá, sino que continuará transmitiéndose en el tránsito del tercer al primer milenio a. C., como demuestra la existencia de los petroglifos, litografías realizadas en piedra granítica al aire libre.
La homogeneidad técnica y temática de esta expresión cultural permite definir la existencia de un grupo galaico de arte rupestre caracterizado por una temática abstracta que ocupa la mayor parte de la superficie, rodeada por elementos de una temática naturalista, generalmente zoomorfa y antropomorfa junto con elementos como armas, escudos e ídolos-cilindro. Aunque los elementos naturalistas son los que caracterizan y diferencian la litografía prehistórica galaica frente a sus equivalentes europeos, son los motivos abstractos —en especial laberintos, tramas geométricas y trisqueles— los que se consolidarán en la cultura castreña.

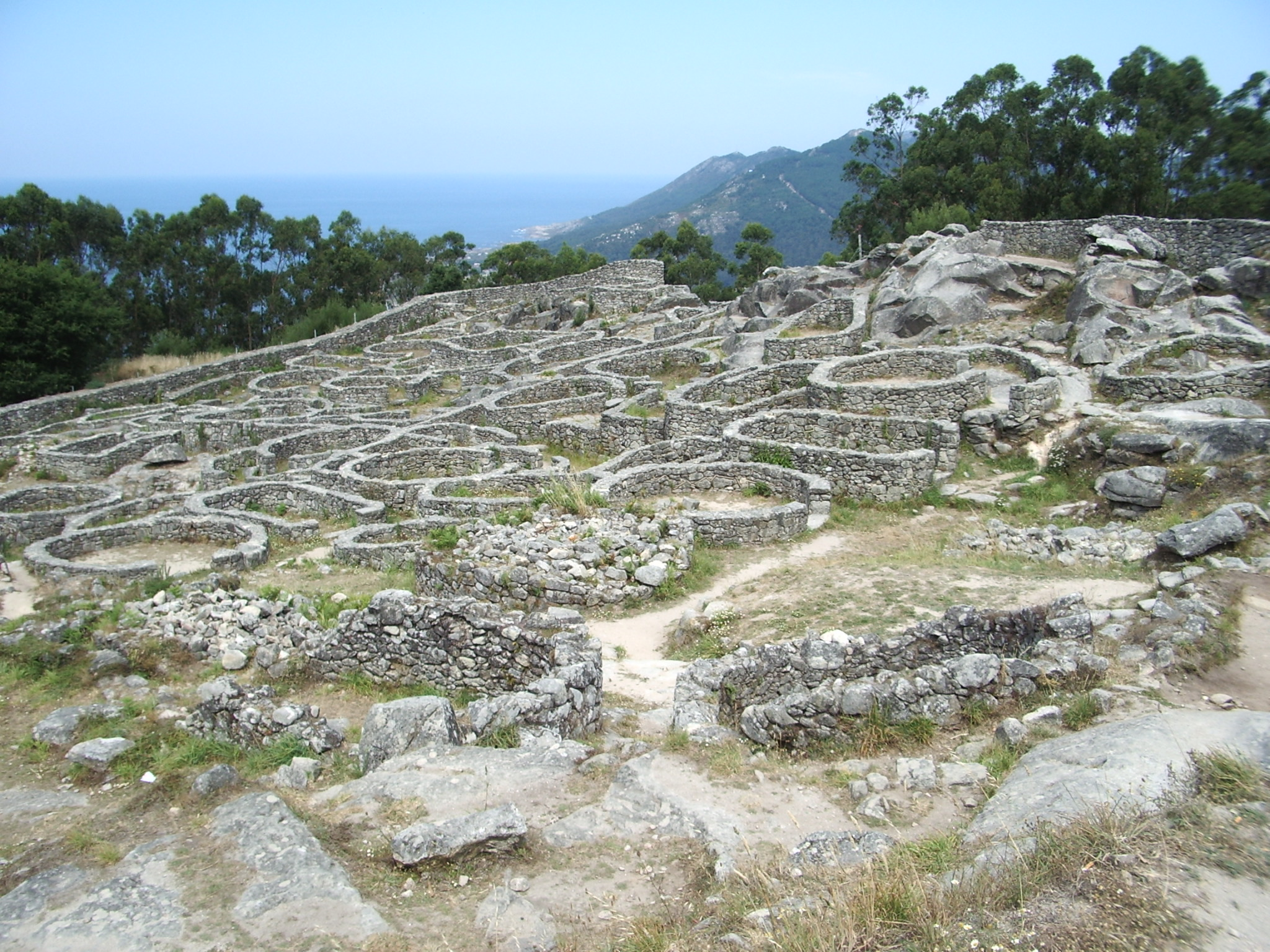
Castro celta de Santa Tecla (en La Guardia)

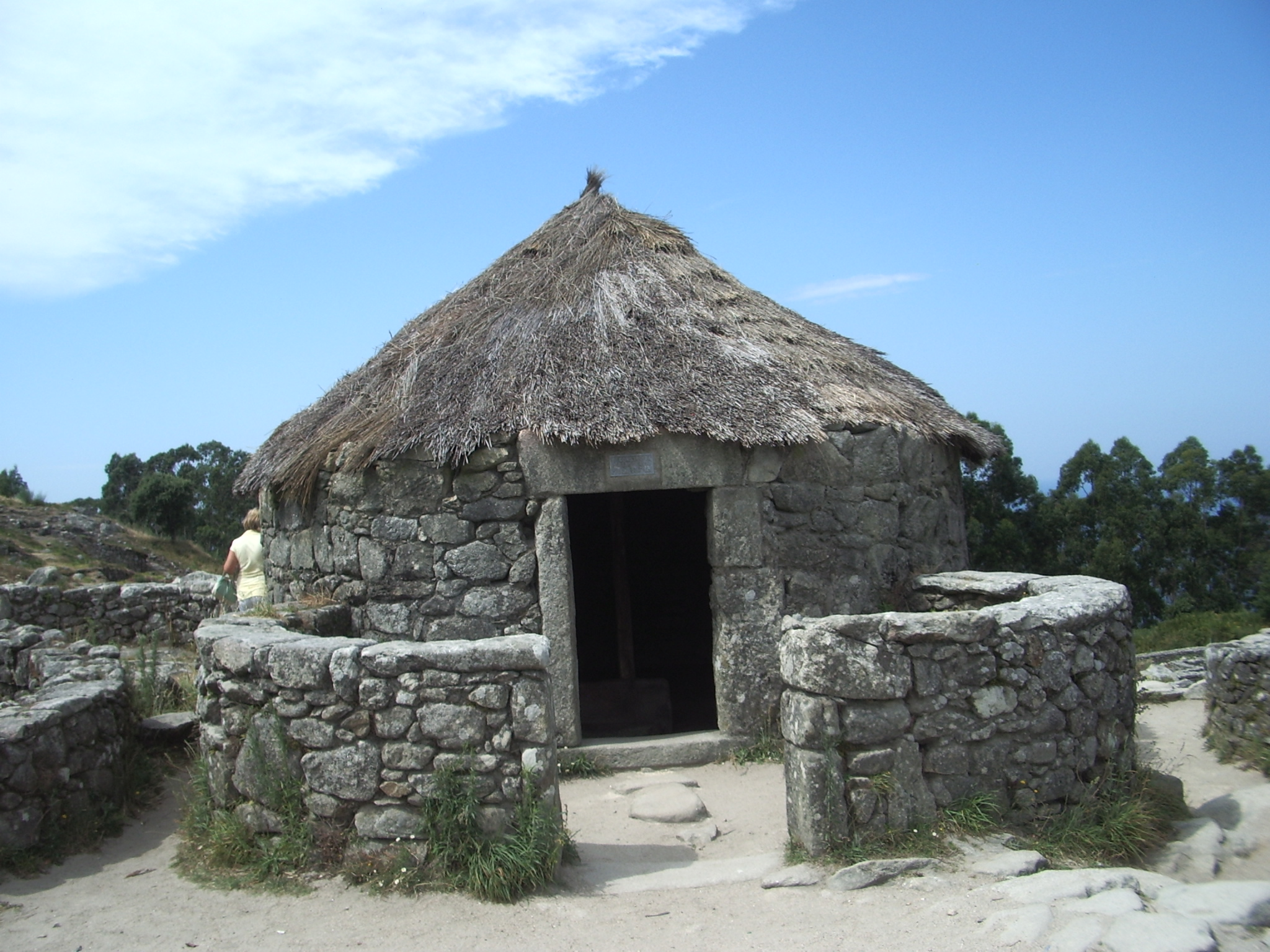
Casa reconstruida de Santa Tecla

### Galaicos
Cronológicamente, el estadio final de la cultura megalítica se corresponde con la llegada de la cultura del vaso campaniforme en el Calcolítico —entre el 2300 y el 1800 a. C. en el noroeste peninsular— con las primeras poblaciones indoeuropeas precélticas.
El profesor (historiador, arqueólogo y escritor) Florentino López Cuevillas, en su obra La civilización céltica en Galicia, después de exponer un estudio exhaustivo sobre el aspecto político y geográfico, asegura que todas estas tribus en su mayor parte no eran celtas. La relación de tribus pre-célticas que se puede dar es bastante extensa:
- oestrimnios (relacionados con los ligures y comunes a países bretones, ingleses e irlandeses, que permanecieron hasta la llegada de los romanos),
- albiones,
- seurros,
- tiburos,
- bibalos,
- caporos,
- zoelas,
- nobiagoi,
- abii,
- tirii,
- veasmini,
- salassi,
- rilenii,
- helenii,
- grovii, etc.

Todos ellos asentados desde la Edad de Bronce, es decir antes del 600 a. C. A esta cultura se refiere la primera descripción geográfica de la península ibérica con el nombre de Estrimnis o también Oestrimnios. Se trata por tanto de la comunidad aborigen de origen protocéltico existente a la llegada de los celtas sefes o serpes. Estos se establecieron en el norte de Portugal y el área de la Galicia actual, introduciendo en esta región la cultura de la Urnas de Vlenden-Bennghardt que evolucionaría después en la cultura de los castros o castreña
Los celtas sefes (denominados también saefes), o celtas de Hallstatt, encontraron el noroeste peninsular bastante poblado. Los sefes se superpusieron adaptándose bastante bien, se cree que por su carácter afín indoeuropeo. Fueron los celtas los que se acomodaron y su influencia fue en la mayoría de los casos tardía y esporádica, según se puede saber por la confirmación del estudio de la arquitectura y la metalurgia. Dicha población autóctona más antigua conservó su destacada personalidad lingüística y cultural y también supo intercambiar aspectos culturales con la civilización céltica. Hubo un verdadero trueque de costumbres y de conocimientos. 
En esta época se produce un rápido incremento poblacional debido a los desplazamientos desde la meseta debido al clima atlántico, con un mayor grado de humedad. Este incremento de habitantes genera conflictos que como consecuencia traen un aumento de la minería, derivado de la producción de armas y objetos de uso cotidiano. Debido a la abundancia de metales nobles, las piezas de ornamento y joyería de este período no han tenido parangón en la historia, siendo muy valoradas, como lo demuestra el hecho de haber sido encontradas no solo en puntos distantes de la península sino también en el sur y centro de Europa.
Esta cultura, junto con los elementos que sobreviven de la cultura megalítica atlántica y las aportaciones que proceden de las culturas mediterráneas más occidentales, acaban derivando en lo que se ha denominado la Cultura Castreña. Esta denominación hace referencia a las características poblaciones celtas llamados dùn, dùin o don en lengua gaélica y que los romanos llamaron Castros en sus crónicas.
En cuanto a la organización social de los celtas galaicos, las primeras referencias documentales que se encuentran sobre la sociedad castreña son las que proporcionan los cronistas de las campañas militares romanas como Estrabón, Heródoto o Plinio el Viejo entre otros. Estos describen a los habitantes de estos territorios como un conjunto de bárbaros que pasan el día peleando y la noche comiendo, bebiendo y danzando bajo la luna.
De las crónicas romanas, junto a los Leabhar Ghabhála Érenn así como de la interpretación de los abundantísimos restos arqueológicos por toda la actual Galicia y norte de Portugal, es posible inferir que se trataba de una sociedad matriarcal, con una aristocracia militar y religiosa probablemente de tipo feudal. Las figuras de máxima autoridad eran el caudillo, de tipo militar y con autoridad en su castro o clan, y el druida, principal referentes médico y religioso que podía ser común a varios castros. La cosmogonía celta se mantenía homogénea debido a la facultad de los druidas de reunirse en concilios con los druidas de otras áreas, lo que aseguraba la transmisión de los conocimientos y los eventos más significativos.
La distribución territorial castreña divide su área de influencia en espacios en torno al castro equivalentes a las actuales comarcas, de forma similar a lo que se puede apreciar en las poblaciones celtas de las islas británicas y el centro de Europa. La ocupación del territorio basándose en fortificaciones es coherente con la presión poblacional y la presencia de minerales, entre ellos el oro, que explicaría el interés romano por extender su dominio al único territorio de la península ibérica que ofrecía una resistencia suficiente para detenerlo.
El ejemplo más claro de esta presión es la ejercida por el pueblo romano, atraído por la riqueza metalúrgica de la región.

## Edad antigua

### Romanización

Límites de la Gallaecia tras la división provincial del emperador Diocleciano en el año 298.

La cohesión social y territorial de la cultura castreña explica la extraordinaria resistencia de los galaicos a la dominación romana que se prolongó durante más de un siglo cuando esta ya se extendía por el resto de la Hispania. Así lo constatan diversas crónicas como las de Orosio, que cuenta como en el año 137 a. C., el praetor Décimo Junio Bruto inició una campaña de castigo debido a las continuas incursiones bélicas de los celtas galaicos en apoyo de los lusitanos. Por esta campaña, en la que hubo de enfrentarse con 60 000 gallaicoi en el río Duero, volvió a Roma convertido en héroe, por lo que fue llamado Gallaicus. En ese mismo año las legiones romanas llegarían al río Limia, que al identificar en él al río Lethes de la mitología romana solo pudo ser cruzado cuando el Praetor lo cruzó llamando por sus nombres a sus soldados para demostrar que no había perdido la memoria. El avance hacia el norte se detendría en el año siguiente al llegar al río Miño, donde los gallaicoi provocaron el repliegue romano hacia el sur.

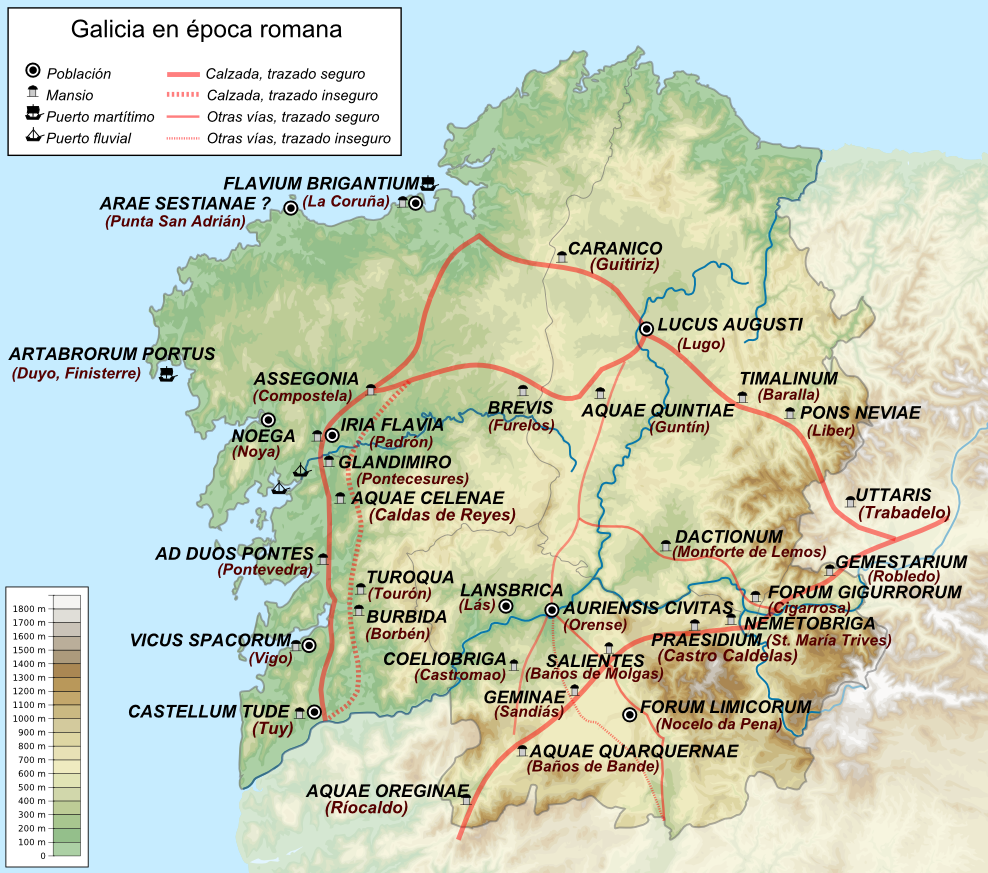
Poblaciones y calzadas de la actual Galicia en época romana.

La situación se mantendría durante los siguientes cien años, sin que las esporádicas expediciones romanas consiguieran internarse más en territorio galaico, siendo la única significativa las de P. Craso del 96 a. C. al 94 a. C.
Sin embargo en el 73 a. C., Quinto Sertorio es derrotado de forma que la región al norte del río Tajo recupera su independencia.
La situación seguiría así hasta que diez años después Julio César es designado Propraetor de la Hispania Ulterior. En el año 61 a. C. retoma el avance hacia el norte penetrando en la región lusitana situada entre los ríos Tajo y Duero y de forma personal conduce una incursión marítima desembarcando en Brigantium, en la parte de la costa que hoy ocupa la ciudad de La Coruña, en el que se cree era el centro de la vía del estaño. Sin embargo el interior del territorio galaico continúa una resistencia que se recrudece en su última etapa durante la campaña de César Augusto entre los años 39 a. C. al 24 a. C., de la que sería su exponente más significativo la batalla del monte Medulio. Esto impediría la declaración de la Pax Romana hasta el año 23 a. C., si bien la resistencia continuaría en las áreas fronterizas con los pueblos de los astures y cántabros hasta el 19 a. C.
Una vez finalizada los enfrentamientos bélicos, se inició el proceso de romanización que se prolongaría durante los siguientes cuatro siglos, iniciándose oficialmente entre los años 64 y 70, cuando Vespasiano convierte en pueblo romano a los 451 000 gallaicoi (según Plinio el Viejo). De esta forma los castros se transformarían en las víllae y la población incorporaría las nuevas tecnologías como la arquitectura, la agricultura basada en el arado, el derecho romano o la minería. En este último aspecto cabe destacar el sistema de extracción de metales denominado ruina montium, que consistía en excavar túneles en los montes por los que se hacía circular un flujo continuo de agua que iba erosionando el área transportando en ella los minerales (específicamente, el oro).
La cohesión social y territorial definida por los celtas en el territorio galaico se mantendría durante toda la romanización. Una importante aportación, que contribuiría a definir la posterior división territorial, sería la infraestructura viaria compuesta de puentes y calzadas utilizada para los desplazamientos de tropas y el transporte de mercancías. A lo largo de estas vías había mansiones y estaciones de descanso para las tropas, que fueron el origen de numerosas villas que han llegado hasta nuestros días. Si bien existían otras vías secundarias, las principales eran cuatro — numeradas como “XVII a XX” en el itinerario de Caracalla— y enlazaban las ciudades fundadas por Augusto con el resto de los dominios romanos. Estas tres ciudades, Lucus Augusti (Lugo), Bracara Augusta (Braga) y Asturica Augusta (Astorga) pasarían a ser la cabecera de los tres conventus (Lucensis, Bracarensis y Asturiacensis, respectivamente), que con la reforma de Diocleciano del año 298 quedarían unificados bajo una única provincia segregada de la Tarraconensis: Gallaecia.
La provincia romana de Gallaecia era mucho más extensa que la Galicia actual, pues también comprendía el norte de Portugal, entre el Duero y el Miño, donde estaba su capital, Braga, así como Asturias, Cantabria y parte de lo que posteriormente serían los reinos de León y Castilla. Así pues, fue durante esta época cuando la Gallaecia alcanzó sus máximas fronteras, llegando por el oriente hasta las fuentes del río Ebro.
La romanización de la cultura galaica se produjo también en la lengua y la religión, si bien de forma inversa. Aunque en la lengua el sustrato galaico original acabaría disolviéndose en el latín manteniéndose en las raíces de topónimos y antropónimos, en el caso de la religión el fenómeno fue el contrario.

### Priscilianistas
Durante los siglos IV y V la Iglesia católica eleva al cristianismo del rango de religión perseguida a religión oficial del Bajo Imperio. Esta nueva situación desata importantes luchas de poder en su seno, así como un notable grado de acomodación por parte de la jerarquía eclesiástica que no es bien visto por algunos sectores más afines a un cristianismo ligado a las clases más desfavorecidas.
En la pugna por el poder, el imperio en declive se cruza con una iglesia reafirmada después del concilio de Nicea (año 325) y cada vez más presente en todos los territorios y capas sociales. Se producen, de hecho, situaciones en las que el poder político es asumido “en funciones” por la tupida red funcionarial de sacerdotes al servicio de Roma. En ese contexto social convulso (bagaudas, circumcelliones…) y de vida político-religiosa cambiante surge en el noroeste peninsular un movimiento religioso que entronca con la corriente ascética antes mencionada: Oponiéndose a una Iglesia cada vez más acomodada y a una jerarquía tan opulenta como cada vez más elitista, en el año 379 d. C. comienza a predicar en la Gallaecia un personaje de gran carisma y atractivo popular llamado Prisciliano. De familia noble, es descrito por sus principales biógrafos como erudito y muy aventajado en la discusión. Inicia su formación en Burdigala (actual Burdeos), a cargo del retórico Delphidius (Elpidio). Allí funda la primera comunidad rigorista en la que se inspirará en años posteriores.
En torno al año 379, vuelve a Gallaecia y comienza un período predicante durante el que propugna y practica un cristianismo ascético (que incluye desde el vegetarianismo al celibato), incorporando a la liturgia elementos populares como el baile o la celebración de eucaristías al aire libre. Propone la incorporación de colectivos tradicionalmente apartados de las sesiones de lectura de los textos bíblicos, como las mujeres o los esclavos, y admite la posibilidad de lectura e interpretación personal de textos apócrifos.
La propagación de las ideas de Prisciliano se produce con rapidez y en todos los estratos sociales, extendiéndose en pocos tiempo a la Bética, la Tarraconense e incluso más allá de los Pirineos, a la Aquitania. Algunos obispos favorables a Prisciliano (Instancio y Salviano) llegan a nombrarlo obispo de Abula (actual Ávila), a pesar de su condición de seglar, lo que acaba de desatar las suspicacias de varios obispos como Higinio de Corduba (actual Córdoba), Ithacio de Ossonoba (actual Faro, en Portugal) o Hidacio de Emerita Augusta (sede metropolitana, actual Mérida).
La intervención de esos tres obispos, en especial de Ithacio (quién da nombre al movimiento antipriscilianista conocido como “ithaciano”), provoca primero la convocatoria del Concilio de Caesaraugusta (actual Zaragoza) en el año 380 y posteriormente (en el año 382) la promulgación de un edicto del emperador Graciano desterrando a los priscilianistas de sus sedes.
En ese año decide partir hacia Roma para contrarrestar la ofensiva de Ithacio. Allí, tras serle negada audiencia por el papa Dámaso I se dirige al magíster officiorum del emperador, en la corte de Mediolanum (Milán) y consigue la derogación del rescripto imperial (según sus detractores, mediante soborno).
A su retorno los priscilianistas recuperan sus iglesias e Ithacio resulta desterrado, decantándose la situación en la península a favor del movimiento reformador durante el siguiente año. En el 383 Magno Clemente Máximo asesina al emperador Graciano y se nombra nuevo imperator de occidente, ubicando la nueva corte imperial en Civitas Treverorum (Tréveris), donde Ithacio se encuentra desterrado bajo la protección del obispo local, Britto. Por una parte la Iglesia católica se encuentra con una situación en las Hispanias de difícil manejo (un movimiento reformista, que algunos padres de la Iglesia como Agustín de Hipona comienzan a considerar herético, pero avalado por un apoyo popular numeroso e incluso por varios obispos supuestamente leales a Roma). Por otra parte Teodosio, emperador de los territorios orientales recela del usurpador Máximo, por lo que este busca apoyos en el sector más ortodoxo de la jerarquía eclesiástica con el fin de afianzar su nombramiento.
La situación geopolítica es idónea para lo que acaba sucediendo: tras un sínodo en Burdeos, de nuevo con el fin de condenar el priscilianismo, se instaura un proceso civil contra los principales cabecillas del movimiento religioso, bajo la acusación de brujería. Las causas de esta imputación se pueden atribuir a las consecuencias derivadas de la aplicación de la ley romana: una condena por herejía obligaría a Máximo a confiscar las propiedades eclesiásticas de los reos, en la práctica muchos templos y propiedades de la Iglesia católica en las Hispanias. El cargo de maleficium, en cambio, supone el embargo de las propiedades particulares de los acusados (muchos de ellos de familias pudientes) sin afectar a las propiedades eclesiásticas, lo que resultaba mucho más lucrativo y diplomáticamente adecuado a Máximo en su situación.
Así las cosas, en el año 385 se ejecuta la sentencia, tras confesión por tortura de los líderes, siendo decapitados el propio Prisciliano y varios discípulos suyos: Felicísimo, Armenio, Eucrocia (la viuda de Elpidio), Latroniano, Aurelio y Asarino. Se convierten así en los primeros ajusticiados por la Iglesia a través de una institución civil.
Ese es el fin de Prisciliano, pero no del priscilianismo. Según Sulpicio Severo, “Por lo demás, ejecutado Prisciliano, la herejía que se había extendido bajo su influencia no sólo no fue reprimida, sino que, reafirmándose, se propagó aún más. Pues sus seguidores, que lo habían honrado antes como a un santo, después comenzaron a venerarlo como a un mártir”.
La condena y ejecución de los priscilianistas suscitaron un notable impacto en la época, originando las protestas del propio obispo de Roma, Siricio, o Martín Turonense, quien se dirigió a la corte logrando la revocación del prescripto. Esto haría posible que en 393 un grupo de galaicos llegara a Tréveris para exhumar solemnemente sus restos.
Basándose en el viaje realizado por sus discípulos con el cuerpo de los decapitados en Tréveris de vuelta a la Gallaecia diversos autores han planteado la posibilidad de que en la catedral de Santiago de Compostela esté enterrado el hereje galaico, y no el apóstol bíblico. Una reinterpretación de la epigrafía del sarcófago postula que sea Santiago el Mayor quien esté enterrado en ella.
Dos concilios sucesivos en Toletum (Toledo), en el año 396 y en el año 400 consiguen que los seguidores de Prisciliano abjuren de sus ideas y declaren haber abandonado los errores de la secta, pero la constatación de la pervivencia de costumbres priscilianistas (consagración de la eucaristía con leche y uvas, ayuno, la presencia de clérigos con el pelo largo...) obliga a intervenir al papa Inocencio I que sanciona la Régula fidei contra omnes hereses, máxime contra priscillianistas en el año 404, y a la celebración en años sucesivos de nuevos sínodos, como los de Braga en los años 561 y 567, o el IV concilio de Toledo (683) en el que se condena, como lacra priscilianista, el “delirante pecado” de no cortarse el pelo de la clerecía gallega, revelando la larga pervivencia de, al menos, ciertas manifestaciones litúrgicas inspiradas en el movimiento religioso desarrollado por Prisciliano.

## Edad Media

### Suevos

Reino suevo (s. V-VI)
Límites del Reino suevo
Área con cambio de dominio
Límites de provincias romanas

Con la caída del Imperio romano y la invasión de los pueblos germánicos, el territorio de Gallaecia forma parte de los foedus que efectúan los diferentes pueblos invasores. Los suevos, 30 000 individuos de los que solo 8000 eran varones con capacidad para luchar, se concentran entre el Duero y el Miño, en la zona de influencia de Bracara Augusta (Braga). Llegados en el año 409, se acuerda un foedus con Roma en el 410 por el que los suevos se establecen en la provincia romana de Gallaecia y se otorga a su caudillo Hermerico (409-438) el título de rey (rex), aceptando como superior la autoridad del emperador de Roma. Así, en la Gallaecia se consolida el primer paso hacia la estructuración del poder político en el espacio europeo medieval en reinos bajo la autoridad moral, cada vez más meramente teórica, de un emperador. Hermerico cede el trono a su hijo Requila (438-448), que realiza campañas militares por toda la península solo posibles por la unión entre suevos y galaicos y la total independencia de Roma. Le sucederá Requiario (448-456). Este último adoptará el catolicismo en el 449 lo que favorecerá la integración con la población galaico-romana y hace del reino suevo un ejemplo que seguirán más tarde francos y visigodos. En 456 se produce la batalla del río Órbigo, que enfrentará a visigodos y suevos, con la derrota de estos últimos y que tendrá como consecuencia el asesinato de Requiario y la vuelta al arrianismo.
Tras la derrota frente a los visigodos, el reino suevo se dividirá y gobernarán simultáneamente Frantán y Aguiulfo. Ambos lo harán desde 456 hasta 457, año en el que Maldras (457-459) reunificará el reino para acabar siendo asesinado tras una conspiración romano-visigoda fallida. A pesar de que la conspiración no consiguió sus auténticos propósitos el reino suevo se vio nuevamente dividido entre dos reyes: Frumario (459-463) y Remismundo (hijo de Maldras) (459-469) que reunificaría nuevamente el reino de su padre en 463 y que se vería obligado a adoptar el arrianismo en 465 debido a la influencia visigoda. Tras la muerte de Remismundo se entra en una época oscura que durará hasta 550, en la que desaparecen prácticamente todos los textos escritos. Lo único que se sabe de esta época es que muy probablemente Teodemundo gobernó la Suevia.
En estos momentos se produce el último aporte étnico significativo con la llegada a la costa norte de celtas bretones que se asientan en el norte de las actuales Galicia y Asturias bajo la autoridad de un obispo propio. Estos contingentes que huyen de las invasiones anglosajonas establecerán una diócesis en Bretoña, antecedente de la actual Mondoñedo y participarán en los concilios suevo-galaicos (obispo Maeloc)
La época oscura terminará con el reinado de Karriarico (550-559) que se convertirá nuevamente al catolicismo en 550. Le sucederá Teodomiro (559-570) durante el reinado del cual tendrá lugar el 1.º Concilio de Braga (561).Estos concilios suponen un avance en al organización del territorio (parroquiale suevum) y la cristianización de la población pagana (de correctione rusticorum) bajo los auspicios de San Martín de Braga. Tras la muerte de Teodomiro, Miro (570-583) será su sucesor. Durante su reinado se celebrará el 2.º Concilio de Braga (572). Aproximadamente en el 577 se inicia la guerra civil visigoda en la que intervendrá Miro, que en 583 organizará una expedición de conquista a Sevilla que sin embargo fracasará. Durante la vuelta de esta fallida operación el rey encuentra la muerte. En el reino suevo comíenzan a producirse muchas luchas internas. Eborico (también llamado Eurico, 583-584) es destronado por Andeca (584-585), que falla en su intento por evitar la invasión visigoda dirigida por Leovigildo, que se hará efectiva finalmente en 585, convirtiéndose el rico y fértil reino suevo en una parte más del reino godo, titulándose Leovigildo como rey de la Gallaecia, Hispania y la Narbonense.
Bajo los visigodos, la Gallaecia será un espacio bien definido gobernado por un dux propio emparentado con la monarquía y que lo hará como un príncipe asociado a ella (casos de Wamba y Vitiza, que incluso acabarían siendo reyes en Toledo). Precisamente serán los vitizianos enfrentados a D. Rodrigo los que, acantonados en el noroeste llamarán como aliados a los árabes en su pugna por el poder (711).

### La Galicia altomedieval. El condado de Galicia en la órbita delRegnum Asturorum
En el transcurso de la conquista musulmana de España los musulmanes conquistaron Tuy, y establecieron allí un señorío que tenía por base el valle bajo del Río Miño. La rebelión bereber de los años 740 y 741 trajo como consecuencia el abandono por parte de las guarniciones bereberes de todas sus posiciones al norte de la Sierra de Gredos. De este modo el sur de Galicia se vio libre del dominio musulmán.
Por el contrario, el norte de Galicia cayó bajo el dominio político de Alfonso I, que instaló en la ciudad de Lugo al obispo Odoario. El territorio de Galicia quedó desde el 760 bajo la autoridad de los monarcas que tenían su espacio político y de poder en lo que hoy es Asturias, en una débil posición que tuvo que ser consolidada por su sucesor, Fruela I, que aplastó una insurrección de los gallegos. Décadas después, otra insurrección de los gallegos fue derrotada por el rey Silo en la batalla de Montecubeiro, cerca de Castroverde. 
La incorporación administrativa de Galicia al poder de los reyes residentes en Asturias se realizó (al igual que Castilla)  a través del condado, a cuyo frente se instauraba un comite. El primer conde es el caballero Conde Don Pedro, citado por la Albeldense en su breve crónica del reinado de Ordoño I de Asturias, haciendo frente a un ataque normando, episodio que se sitúa en el año 859. Don Pedro es sucedido por Fruela Bermúdez, o Froilán, según la crónica, Gallicie comite. Este conde lideró una revuelta contra el rey Alfonso III, pero resultó muerto en la primavera de 876.
En cualquier caso, es en este tiempo, y bajo el reinado Alfonso II cuando se produce el descubrimiento del sepulcro del apóstol Santiago y el surgimiento del Camino que lleva su nombre.
La expansión hacia el Sur fue iniciada por Ordoño I, que repobló Tuy. En décadas posteriores Vímara Pérez, vasallo de Alfonso III, llegó hasta Oporto (tomada en 868) sentando las bases del Condado Portucalense que más tarde daría lugar a Portugal.
En el año 910, a la muerte del rey de Asturias Alfonso III el Magno, sus posesiones son repartidas entre sus tres hijos correspondiendo a Ordoño, casado con la noble gallega Elvira Menéndez, el territorio de Galicia del que era ya gobernador, evento que marca el origen del Reino de Galicia, dentro del Reino de León. Poco tiempo después, al morir su hermano García I de León sin descendientes en 914, Ordoño ocupa el trono del Reino de León, con el nombre de Ordoño II, con lo que se produce la unión de ambos reinos. En el marco de las luchas entre Alfonso IV y su hermano Sancho Ordóñez, el reino de Galicia recuperó, de hecho su independencia. Sancho se refugió en Galicia huyendo de su hermano en 926, coronándose como rey de privativo de Galicia, hasta su muerte en el año 929. Tras su fallecimiento, el reino se reintegraría de nuevo en el de León, en la persona de Alfonso IV, aunque su esposa, la retirada reina gallega Goto, siguió siendo considerada como tal, incluso en el fructífero reinado de Ramiro II.
La posición de los magnates gallegos osciló entre el dominio del reino y el levantamiento (traditores), incluso favoreciendo las devastadoras incursiones del caudillo musulmán Almanzor. Una de las múltiples rebeliones de la nobleza gallega culmina con la coronación en Galicia de Vermudo II (981) que vence a Ramiro III de León y acaba dominando también este reino.
Posteriormente, tras la muerte de Fernando I el Magno, y atendiendo a su testamento, sus reinos se reparten entre sus hijos. El Reino de Galicia le corresponde a García I. García fue coronado por el obispo compostelano Cresconio y restauró las Diócesis de Tuy, la de Braga y Coimbra. Su hermano Alfonso VI le arrebata el reino y mata a su otro hermano Sancho, rey de Castilla, reuniendo de nuevo los reinos en un solo trono. A partir de este momento Galicia será dependiente políticamente del rey residente en León y que controla toda la vieja Gallaecia.
En esa época el reino alcanzó su máxima extensión, llegando hasta Viseo. En 1096, Alfonso VI acordó partirlo en dos entre su familia: El Condado de Galicia, al norte del río Miño, que pasa a manos de Raimundo de Borgoña, casado con Urraca de León (totius Gallecia imperatrix), y la Galicia del sur que pasa a manos de Teresa de León y Enrique de Borgoña, primo del anterior. El hijo de estos, Afonso Henriques, se proclamó primer rey de Portugal en 1139. Portugal, al igual que Castilla eran condados dependientes de la corona, siendo el primero en separarse, ya que el Papa le reconoció el título de Rey por ser hijo de Teresa.
Fueron frecuentes, desde el año 844, ataques normandos o vikingos, que, por momentos, amenazaron en convertirse en conquista. La última gran invasión, a través del río Miño, acabó con la derrota de Olaf Haraldsson en 1014 a manos de la nobleza gallega.
Las dificultades en la costa no impidieron una organización donde nobles gallegos del siglo IX y X como Vimara Pérez o Hermenegildo Gutiérrez reorganizaron perfectamente el condado portucalense. Contrariamente a lo que se cree, los ataques normandos fueron mucho más peligrosos que los del islam, ya que con los representantes del último, la paz iba en función de acuerdos comerciales entre señores de la Gallaecia y otros del Emirato.
Los continuos ataques marítimos sin embargo, provocaron la decadencia de las ciudades costeras y el comercio (especialmente con Bizancio y Europa); y la migración de gente hacia terrenos rurales o ciudades del interior que permanecieron intactas como Lugo, Braga o Astorga.
En el siglo X, el árbitro de la política gallega será San Rosendo. Fundador del monasterio de Celanova, ponía y quitaba reyes, impulsó el monacato, combatió a los normandos y realizó un esfuerzo civilizador en una época de crisis y agitación
En los siglos XI y XII, el Reino de Galicia, liderado por los obispos de Santiago de Compostela y los condes de Traba, conoce una época brillante en lo religioso (peregrinaciones europeas, auge de los monasterios como Osera, Sobrado de los Monjes, San Esteban de Ribas de Sil o San Clodio) en lo político (concesión de fueros a las ciudades por parte de los reyes de León y Galicia Fernando II y Alfonso IX) y en lo artístico (románico). Son hitos fundamentales del momento el inicio de la catedral compostelana por el obispo Diego Peláez en 1075, la coronación por el obispo Diego Gelmírez del hijo de Urraca Alfonso VII en Santiago de Compostela como rey de Galicia en 1111 y la concesión del Año Santo Jubilar Jacobeo por Roma en el año 1181.

### El reino de Galicia en la Corona de Castilla
La sucesión de Fernando III el Santo (1230-1254) al trono de los reinos de Galicia y León, supuso según López Carreira el comienzo de una etapa de decadencia y una negativa evolución de los intereses generales del reino, siendo la nobleza condal gallega y los ayuntamientos de los burgos gallegos los grandes perjudicados al verse apartados del alto nivel de las decisiones de una corte radicada en Castilla, y de la que Galicia pasaba de núcleo cultural a periferia de una corona gobernada por castellanos.
En Galicia y León se mantuvo como código legal el Liber Iudiciorum al contrario de lo que aconteció en los territorios castellanos. Incluso cuando los asuntos eran juzgados por la corte estos se despachaban de acuerdo con el código vigente en cada corona. Sin embargo, se inicia una política de tendencia centralizadora que se mantiene durante el reinado de Alfonso X, que introduce por vez primera un representante judicial del Reino en el gobierno de Santiago de Compostela, y poco más tarde entregará la sede compostelana al arzobispado de Valladolid, comenzando un proceso que acabará por sustituir los obispos gallegos por funcionarios castellanos.

### Alianza de los nobles gallegos con el rey de Portugal
La victoria de Enrique de Trastámara frente a Pedro I en 1369, va a suponer un grave conflicto en el interior del reino de Galicia, ya que la mayor parte de los nobles gallegos no lo reconocen como tal y con el beneplácito de los municipios del reino demandan como rey a Fernando I de Portugal en ese mismo año para que gobierne Galicia, asegurándole sus partidarios gallegos que levamtariam voz por elle (...) e que lhe daríam as villas e o reçeberíam por senhor, fazémdolhe dellas menagem. Se produce por un corto espacio de tiempo la culminación práctica de la repetida tendencia de aproximación entre los reinos de Galicia y Portugal propugnada por influyentes grupos sociales gallegos y activa desde había tiempo. Acompañado desde Portugal por importantes partidarios nobles de la causa legitimista, significados representantes de la nobleza gallega, entre ellos Fernando Ruiz de Castro (conde de Trastámara), el caballero y señor de Salvaterra, Álvaro Pérez de Castro y Nuño Freire de Andrade (maestro de la orden portuguesa de Cristo). Su entrada en el reino de Galicia fue triunfal, siendo aclamado en ciudades gallegas.
Conseguido su objetivo de dar apoyo a los nobles gallegos entusiastas suyos, la política de Fernando I de Portugal pasó por la restauración de las plazas fuertes de Tuy y Bayona entre otras, la liberación del tráfico comercial entre Galicia y Portugal así como el abastecimiento de cereal y vino por vía marítima a las poblaciones gallegas mermadas por la guerra directamente desde Lisboa. Realizó igualmente disposiciones económicas para lo cual mandó fazer moneda de suas senhais d´oro e prata, asii (...) na Crunha ( La Coruña) e em Tuy, testimoniando las Cortes de Lisboa del año 1371 la validez de las monedas indistintamente en el reino de Galicia como en el de Portugal.
Pese al éxito inicial, la presencia del monarca portugués en el reino fue corta. Enrique de Trastámara, asistido por los mercenarios de las Compañías Blancas organizó una contraofensiva en tierras portuguesas que obligaría la Fernando I a retornar a Portugal, haciéndose de este modo con la gobierno de Galicia brevemente, hasta la llegada del duque de Lancaster a La Coruña y su coronación en Santiago de Compostela.

### Demanda de ayuda al duque de Lancaster
Apenas un año después de que el rey de Portugal tuviera que abandonar el gobierno del reino de Galicia, y manteniéndose aún La Coruña fiel a Portugal, el noble coruñés Juan Fernández de Andeiro culminaba las gestiones con la corona de Inglaterra. Se firmaba así el 10 de julio de 1372 un tratado por el cual, Constanza, hija del rey Pedro I, asesinado por Enrique de Trastámara, reclamaba su derecho legítimo cómo sucesora ante este último.
Tras en tratado, y en virtud del título de Constanza, el duque de Lancaster adopta los títulos reales de su mujer (de Galicia, León, Castilla, etc..) disponiéndose a hacerlos efectivos. Aunque la primera tentativa se frustró cuando su expedición hubo de desviarse, en el Poitou, hacia ciudad de Thouars, urgida por la Guerra de los Cien Años en Francia. Es en el año 1386, respaldado por la bula papal de Urbano IV que le concedía el derecho a la Corona de Castilla, desembarca en La Coruña, mas sin afrontar el asalto de la ciudad amurallada que le condiciona las puertas abiertas si antes era recibido en Santiago. Así sucedió, y a continuación logró, sin apenas resistencia militar, y con el apoyo de nobles gallegos y portugueses, dominar efectivamente el reino. Acompañado por su mujer e hijas, asentó su Corte en Santiago de Compostela. Dirigió sus operaciones hacia Pontevedra, Vigo, Bayona, Betanzos, Ribadavia, Orense y Ferrol. En Orense sus tropas asaltaron la ciudad e hicieron retirar a las tropas trastamaristas, mientras Ferrol es tomado por el rey de Portugal João I, aliado del duque de Lancaster. En el caso de Ribadavia, la ciudad se resistió a este, y el propio Thomas Persey dirigió un asedio de días sobre la villa, que acabó siendo tomada.
El reino de Galicia quedaba en poder del duque, concretamente después de que él y el rey portugués se habían hecho con el dominio de Ferrol, así la crónica escrita por Jean Froissart lo deja claro: avoient mis en leur obeissance tout lee roiaulme de Gallice. La evolución de los acontecimientos militares fue determinada por una epidemia de peste que diezmó las tropas inglesas en suelo gallego. Esto forzó al duque de Lancaster a negociar una salida con Enrique de l inglés y de su mujer Constanza a cambio de una crecida indemnización y de la boda entre el heredero castellano, Enrique III, y la hija del duque, Catalina de Lancaster. La retirada final de los ingleses cerraba los intentos desarrollados por los ayuntamientos y la alta nobleza gallega para conseguir un espacio no compartido con Castilla y orientar Galicia hacia Portugal y el Atlántico, con todo no sería la última vez que esto ocurriera.

### Integración definitiva en la Corona de Castilla
La unificación definitiva de los tres Reinos se produce, en 1230, con el rey Fernando III, apodado "el Santo" en crónicas posteriores. Hijo de Alfonso IX de León y Galicia que se casó en segundas nupcias con Doña Berenguela de Castilla. Fernando III no respetó el testamento de su padre que dejaba los reinos de Galicia y León a Doña Sancha y Doña Dulce, hijas que tuviera con Doña Teresa de Portugal en su primer matrimonio, con lo cual la tendencia del Reino iba a ser cara a los intereses de Castilla, tomando importancia Toledo en detrimento de Santiago de Compostela como sede arzobispal y de León como ciudad regia. Le sucedió Alfonso X el Sabio, exponente del esplendor de la lírica en gallego (Cantigas de Santa María). Al frente de Galicia queda ahora un Adelantado Mayor del Reino, representante de la Corona y designado de entre la nobleza autóctona. Entre los adelantados mayores del Reino de Galicia destacó Payo Gómez Chariño pacificador del Reino, famoso almirante e insigne poeta en lengua gallega.
Tras la muerte de Sancho IV, la integración de Galicia en una corona conducida desde Castilla, sólo se vio alterada por el intento del infante D. Juan de restaurar la corona galaico-leonesa independiente en 1296, y por las guerras entre los Trastamara y los petristas. La alta nobleza gallega de los Castro, de querencia petrista, llegó a proclamar rey en Galicia a Fernando I de Portugal en 1369 y más tarde al duque de Lancaster Juan de Gante en 1386. Este conflicto dinástico se enquistó durante décadas en Galicia y concluiría con la derrota de los Castro a manos de la nueva dinastía real y con ella, el final del papel preponderante de la nobleza gallega en la corona, desde 1369 en poder de los Trastamara. Una nueva aristocracia galaica, más fragmentada, emergería con los Andrade, los Castro, los Moscoso, los Sotomayor, los Osorio o los Sarmiento, cuya cabeza, el conde de Ribadavia, ostentaría la condición de adelantado mayor del Reino de Galicia.
El movimiento social más significativo de las historia de Galicia fue el levantamiento irmandiño. Una revolución popular que destruyó la mayor parte de las fortalezas de la nobleza gallega del siglo XV. Esta era un estamento semiindependiente, dividido y depredador que estuvo puesto en jaque por las fuerzas populares que gobernaron mediante juntas el Reino de Galicia durante más de dos años. La corona castellana decidió finalmente apoyar a los señores, aunque exigiendo que los castillos no fuesen reconstruidos y sometiendo a aquellos a la autoridad de un virrey-gobernador foráneo que presidía la recién creada Real Audiencia del Reino de Galicia. Los enfrentamientos de la aristocracia gallega con los Reyes Católicos dan entrada a Galicia en la Edad Moderna. Nobles levantiscos como Pardo de Cela (decapitado en Mondoñedo) Pedro Madruga de Sotomayor (exiliado a Portugal y asesinado) o el conde de Lemos (confinado en la Galicia oriental) escribirían las últimas páginas de una Galicia feudal que moriría con ellos para siempre, para entrar en lo que se denominaría el "Estado Moderno" representados por las Coronas de Castilla y Aragón unificadas.

### Jerónimo de Zurita: «Doma del Reino de Galicia»

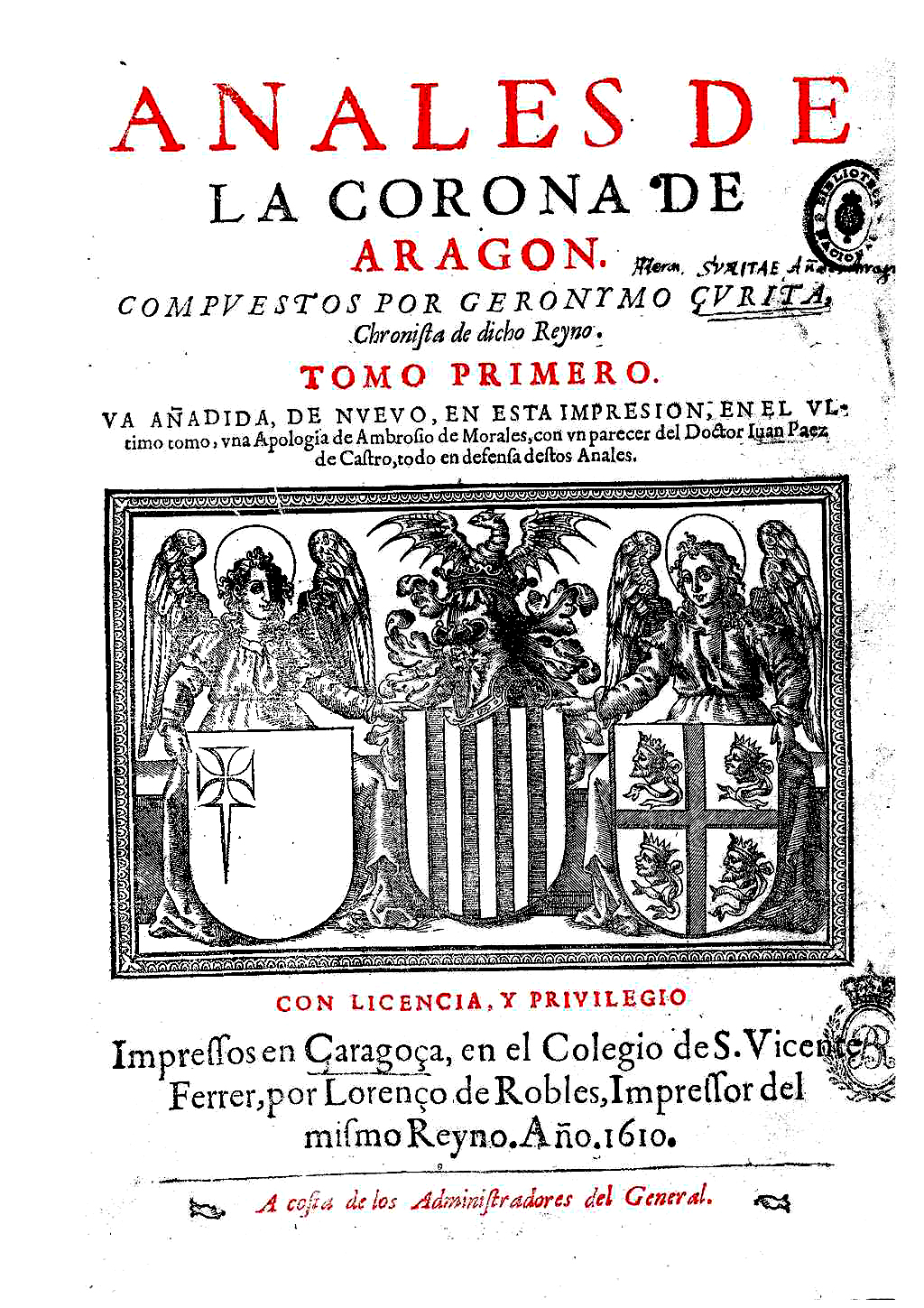
Portada de una edición de 1610 de los Anales de la Corona de Aragón.

La expresión «Doma del Reino de Galicia» es acuñada por Jerónimo Zurita y Castro, historiador célebre por su obra Anales de la Corona de Aragón del siglo XVII, en la que trabajó durante treinta años. En ella reseña los sucesos de Aragón en orden cronológico desde el período musulmán hasta el reinado de Fernando el Católico y se refiere al reino de Galicia en los siguientes términos:

En aquel tiempo se comenzó a domar aquella tierra de Galicia, porque no sólo los señores y caballeros della pero todas las gentes de aquella nación eran unos contra otros muy arriscados y guerreros, y viendo lo que pasaba por el conde —que era gran señor en aquel reino— se fueron allanando y reduciendo a las leyes de la justicia con rigor del castigo. Volvió el rey de Galicia a Salamanca en fin del mes de noviembre, y desde aquella ciudad se envió su audiencia real formada a Galicia, para que residiese en aquel reino y con la autoridad de los gobernadores y jueces que allí presidiesen y con rigurosa ejecución se administrase la justicia; y el arzobispo de Santiago les entregó su iglesia habiendo pasado por el estado del conde de Lemos y por todas las otras tierras de señores que hay hasta llegar a su arzobispado sin ser recibidos los oidores: tan duros y pertinaces estaban en tomar el freno y rendirse a las leyes que los reducían a la paz y justicia, que tan necesaria era en aquel reino, prevaleciendo en él las armas y sus bandos y contiendas ordinarias, de que se siguían muy graves y atroces delitos y insultos. En esto y en asentar otras cosas, se detuvieron algunos días el rey y la reina en la ciudad de Salamanca.

La interpretación de algunos autores posteriores, a pesar de lo ambiguo del texto, fue en el sentido de presentar un conjunto de actos, como el resultado de una política de «doma y castración»:
- El declive de la literatura gallego-portuguesa de alrededor del año 1350
- La centralización administrativa y el control del Reino de Galicia que se da como finalizada, esta sí, con el viaje a Santiago de Compostela de los Reyes Católicos en 1486.
- La asunción del castellano como lengua de las clases altas y de la administración.

Según otras versiones, se argumenta que la expresión "doma y castración" es incorrecta ya que el texto no se utiliza nunca la palabra "castración". El término "doma" equivaldría a "pacificación" y la llegada de nobles castellanos se motivaría por la desconfianza de Isabel la Católica hacia una nobleza autóctona que había apoyado a su rival en la Guerra Civil Castellana.
Otras medidas que también fueron tomadas por los Reyes Católicos y que pretenden reformar la administración del Reino de Galicia bajo su autoridad son:
- Nombramiento de un Gobernador-Capitán General foráneo plenipotenciario (auténtico virrey).
- Creación de un órgano jurisdiccional para a impartición de la Justicia en el nombre de la Monarquía: la Real Audiencia del Reino de Galicia, presidida por el gobernador-capitán general
- Orden de no reconstruir los castillos derrumbados por los irmandiños.
- Integración de los monasterios gallegos en las congregaciones de Castilla y Valladolid.
- El mariscal Pedro Pardo de Cela es decapitado en Mondoñedo, lo cual implica la anexión de sus territorios (El Bierzo) en los de la Corona de Castilla; Pedro Madruga, conde de Camiña y Sotomayor es arrinconado en Portugal y, posteriormente, asesinado.

Tras la unificación de los reinos peninsulares que dieron lugar al Reino de España, el órgano de representación del Reino de Galicia fue la Junta do Reyno, creada en 1528. Hasta su disolución este órgano constituyó la expresión política, si bien su existencia como cabía esperar fue poco significativa durante todo el Antiguo Régimen.

## Edad Moderna

### El reino de Galicia en el Antiguo Régimen

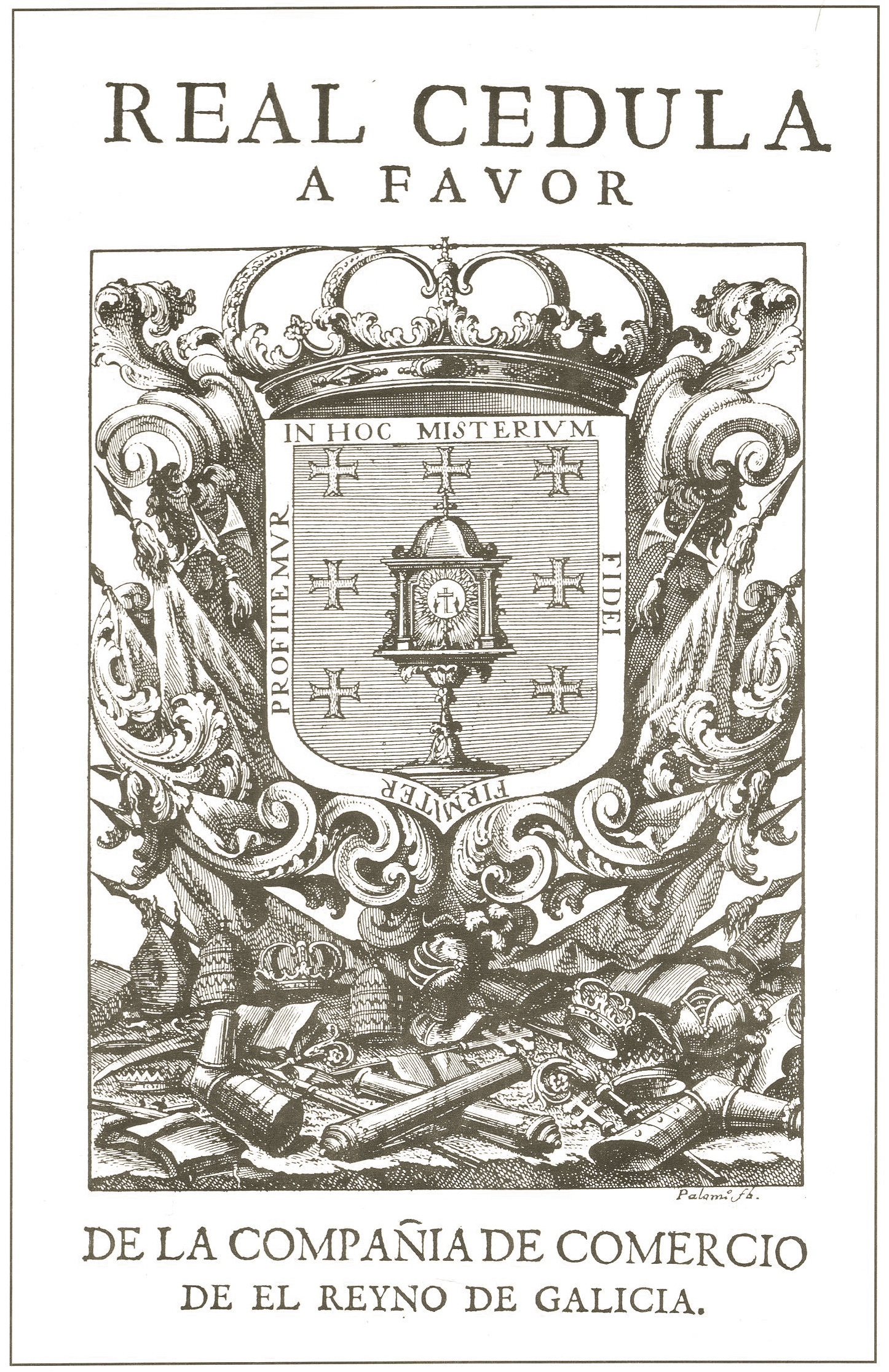
Portada de la cédula de permiso de comercio en favor de la Real Compañía de Galicia. Archivo Histórico Provincial de Lugo, 1734.

Tras la unificación de los reinos peninsulares en la Monarquía Hispánica, el órgano de gobierno del reino de Galicia fue la Junta do Reyno, creada en 1528. Hasta su disolución, este órgano constituyó la expresión política del reino, si bien su existencia fue poco significativa durante todo el Antiguo Régimen. Durante este periodo fue una constante la reivindicación del voto en las Cortes de Castilla, pues el Reino de Galicia estaba representado en ella por la ciudad de Zamora, hecho que se consideraba humillante y deshonroso para el viejo reino. En 1520 una comisión de la nobleza pidió a Carlos I, una vez más, ese derecho, aduciendo que «Galicia estaba sujeta a Zamora, con desdoro y descrédito de su grandeza». La nobleza gallega de la época tenía la creencia de que Zamora ostentaba tal representación («nunca reconocida por Galicia»), a cambio de dinero, y en una de las ocasiones se le ofreció al viejo reino recuperar su voto, a cambio de una suma económica que no fue posible reunir. Lideraron esta reivindicación personajes de la talla de Pedro Fernández de Castro y Andrade, VII conde de Lemos, Alonso III Fonseca o el conde de Gondomar Diego Sarmiento de Acuña. Una Real Carta de Felipe IV acabó concediéndolo en 1623, supeditado a que el Reino de Galicia diese cien mil ducados, que se «aplicarían a la construcción de seis navíos precisamente necesarios en aquella costa».

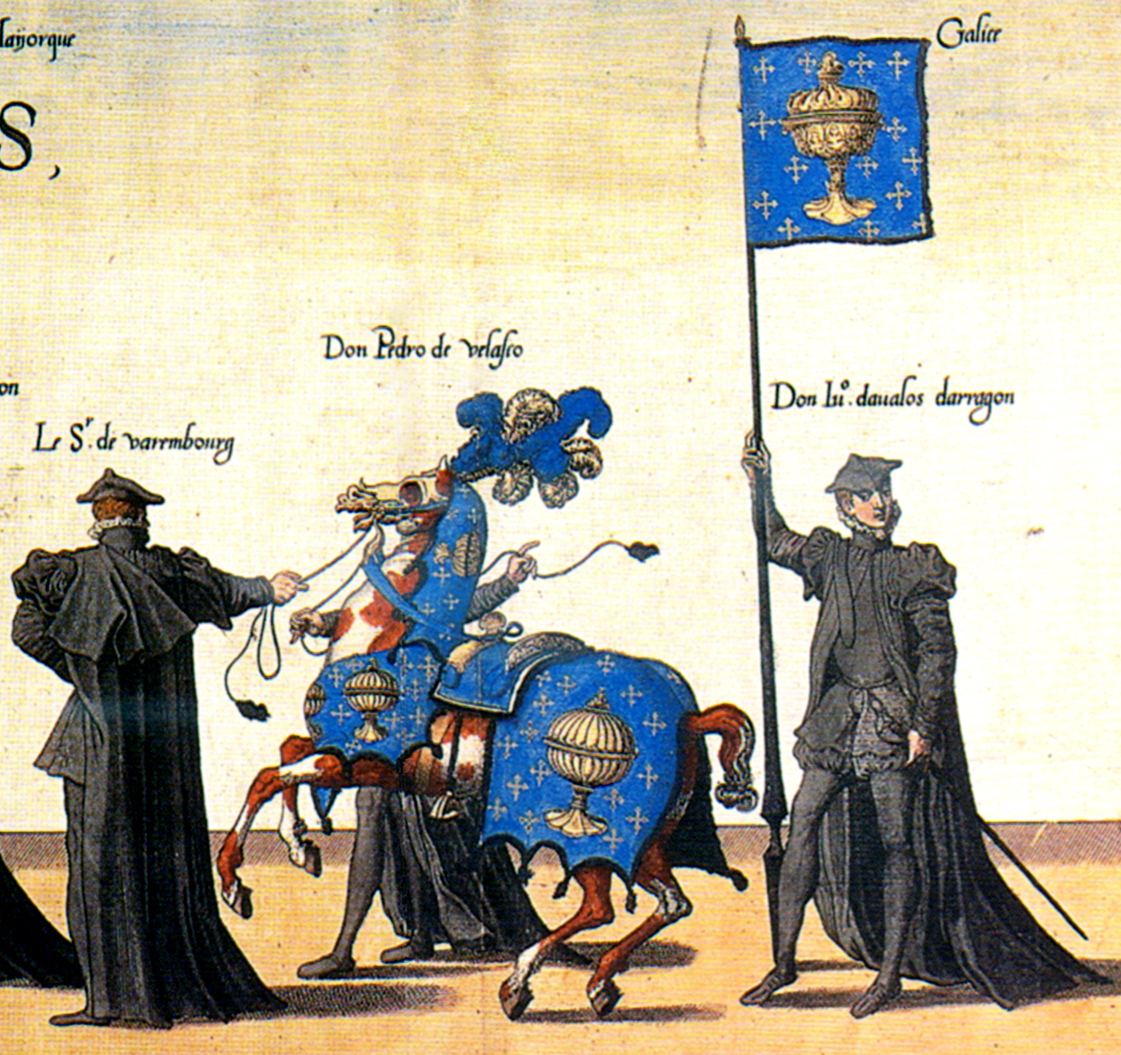
Escena de la obra Pompas fúnebres del emperador Carlos V, de Jean y Lucas Doetecum, en la que dos heraldos presentan las armas del Reino de Galicia.

La última ocasión en la que el reino de Galicia mostró una manifestación política fue durante la invasión napoleónica. La amenaza que para el mantenimiento de la hegemonía del clero y la hidalguía gallegas representaba el empuje revolucionario de Napoleón provocaron su rápida reacción actuando como estímulos para la resistencia y la movilización. Con la península bajo dominio napoleónico, la resistencia se organizó en Galicia, combatiendo a las tropas francesas mediante las guerrillas, hasta lograr su expulsión. La Junta, como depositaria de la soberanía, se comportó hacia el exterior como un reino independiente. Envió a Portugal al brigadier Genaro Figueroa, con poderes y acreditaciones, para que contactase con los patriotas portugueses ya en guerra con los franceses. Finalizado este episodio, la Junta Superior se erigió en expresión política de forma breve, integrándose en poco tiempo y delegando sus competencias en las Cortes de Cádiz, para regresar a su estado anterior de inacción.
El reino de Galicia dejaría de existir formalmente el 30 de noviembre de 1833, fecha en que la regente María Cristina firmaba el decreto de disolución por el que el centralismo liberal en el gobierno suprimía la Junta del Reino. Con este trámite no sólo desaparecía el Reino de Galicia, sino Galicia misma como realidad institucional, ya que los reinos y sus juntas pasaban a ser sustituidas por un modelo de provincias, copiado del modelo francés de departamentos.

### Rasgos socioeconómicos de Galicia durante el Antiguo Régimen
La estabilidad política y el descabezamiento de la nobleza dan lugar a tres rasgos socioeconómicos propios de este periodo:
- La prosperidad de los fidalgos que viven en los pazos del cobro de los foros a los campesinos
- El auge de los monasterios (ahora dependientes de las congregaciones castellanas) que se integran con pujanza en una economía rural.
- Una expansión demográfica sin precedentes debida a la introducción del maíz y, más tarde, la patata.

Alonso III Fonseca en Santiago impulsa una Universidad (fundada en 1495) que conectará a Galicia con los saberes más elevados del momento. Asimismo, la Iglesia y el monacato impulsan un resurgimiento artístico con el plateresco de Martín Blas y Guillén Colás, Rodrigo Gil de Hontañón e Mateo López en arquitectura (Obras en la catedral de Santiago, el Hostal de los Reyes Católicos o San Martín Pinario, en la misma ciudad). Todo ello anuncia el esplendor barroco con figuras punteras a escala mundial como Domingo de Andrade, Fernando de Casas Novoa o Simón Rodríguez (en Santiago de Compostela) Melchor Velasco (en Celanova) o Pedro de Monteagudo (en Sobrado de los Monjes). Destacan en escultura barroca Francisco de Moure, Gregorio Fernández, Mateo de Prado y Castro Canseco.
Pero el progreso económico se ocluye. Factores que contribuyeron a ello fueron:
- El cierre de los puertos gallegos al comercio con América decretado por la monarquía
- Los ataques de la flota inglesa a Vigo y a Coruña (hazaña de María Pita), imposibilitándose el anteriormente próspero intercambio marítimo con Europa.
- Las guerras de la monarquía española con Portugal, tras su segunda y definitiva independencia.
- Una política arancelaria pensada para otras latitudes y no para productos que habían tenido éxito en los mercados nacionales e internacionales: la ganadería, el vino, la pesca y el lino gallegos.

## Siglo XIX
El aumento de la población no podrá digerirse en un sistema económico que no acaba de industrializarse y que quedaba aislado de las pujantes redes ferroviarias peninsulares. Todo ello dará paso, a mediados del siglo XIX, a una emigración masiva a América que se prolongará durante el siglo XX. 
La última ocasión en la que el Reino de Galicia mostró una manifestación política fue durante la invasión napoleónica. La amenaza que para el mantenimiento de la hegemonía del clero y la hidalguía gallegas representaba el empuje revolucionario de Napoleón provocaron su rápida reacción actuando como estímulos para la resistencia y la movilización. Con la península bajo dominio napoleónico, la resistencia se organizó en Galicia, combatiendo a las tropas francesas empleando por primera vez en la historia, el sistema de guerrillas, hasta lograr su expulsión. Finalizado este episodio, la Junta Superior se erigió en expresión política, pero de forma breve, integrándose en poco tiempo y delegando sus competencias en las Cortes de Cádiz, para regresar a su estado anterior de inacción.
El Reino de Galicia dejaría de existir formalmente el 30 de noviembre de 1833, fecha en que la regente María Cristina firmaba el decreto de disolución por el que el centralismo liberal en el gobierno suprimía su órgano de expresión política. Con este trámite no solo desaparecía el Reino de Galicia sino Galicia misma como realidad institucional, ya que los Reinos y sus Juntas pasaban a ser sustituidas por un modelo de provincias, mimético de los departamentos franceses.
Avanzado el siglo XIX surgen en Galicia diversos movimientos sociopolíticos:
- El carlismo que reivindica la defensa del desaparecido Reino de Galicia desde una perspectiva tradicionalista y clerical: no consiguió ser hegemónico debido a la pujanza liberal de ciudades como La Coruña.
- El provincialismo: defensa de la identidad gallega de corte liberal, reprimido tras el levantamiento liberal en contra de Narváez de 1846 y los fusilamientos de Carral.
- El federalismo: movimiento de democrático que redactó una constitución para un estado federado galaico, sin éxito debido al caos de la Primera República Española y la crisis del republicanismo posterior.
- El regionalismo: obra del economista Alfredo Brañas que se centra en una defensa del autogobierno de claro perfil conservador. Tiene una vertiente liberal avanzada en pensadores como Manuel Murguía.
- El agrarismo: movimiento de masas campesinas enfrentadas al foro y a sistemas tributarios disfuncionales en la realidad rural gallega.

Desde el punto de vista literario, el Rexurdimento protagonizado por Rosalía de Castro, Curros Enríquez o Eduardo Pondal supone el renacimiento de la cultura en lengua gallega. Una de las personalidades ilustradas gallegas más importantes del siglo XIX fue Domingo Fontán.

## Siglo XX
Después de los movimientos galleguistas y liberales del siglo XIX, surgió la etapa de la Solidaridad Gallega, desde el año 1907 hasta la Primera Guerra Mundial, con el objetivo de conseguir un frente electoral unido para eliminar el caciquismo y conseguir una representación gallega (lo que se saldó con un fracaso).
Una primera etapa, hasta Primo de Rivera, es la marcada por las Irmandades da Fala, con una preocupación fundamental por la defensa de la lengua gallega. Al extenderse, va cuajando de nuevo la idea política del galleguismo. Así, Vicente Risco y Otero Pedrayo trabajaron en el aspecto cultural y tuvieron contraparte en el aspecto político Porteira y Lois Peña Novo. El relevo lo constituyeron la llamada Xeración Nós, con Castelao, Otero Pedrayo o Alexandre Bóveda, en torno a la revista del mismo nombre, acompañada de 1920 a la Segunda República por una preocupación por la creación de un galleguismo controlado e instrumental desde el poder político central. Ensayarán un movimiento político nacionalista minoritario, el Partido Galeguista, que conseguirá, gracias al apoyo de las fuerzas gallegas republicanas y de izquierdas (se integró en las listas del Frente Popular en las elecciones de febrero de 1936) la redacción de un Estatuto de Autonomía durante la Segunda República.

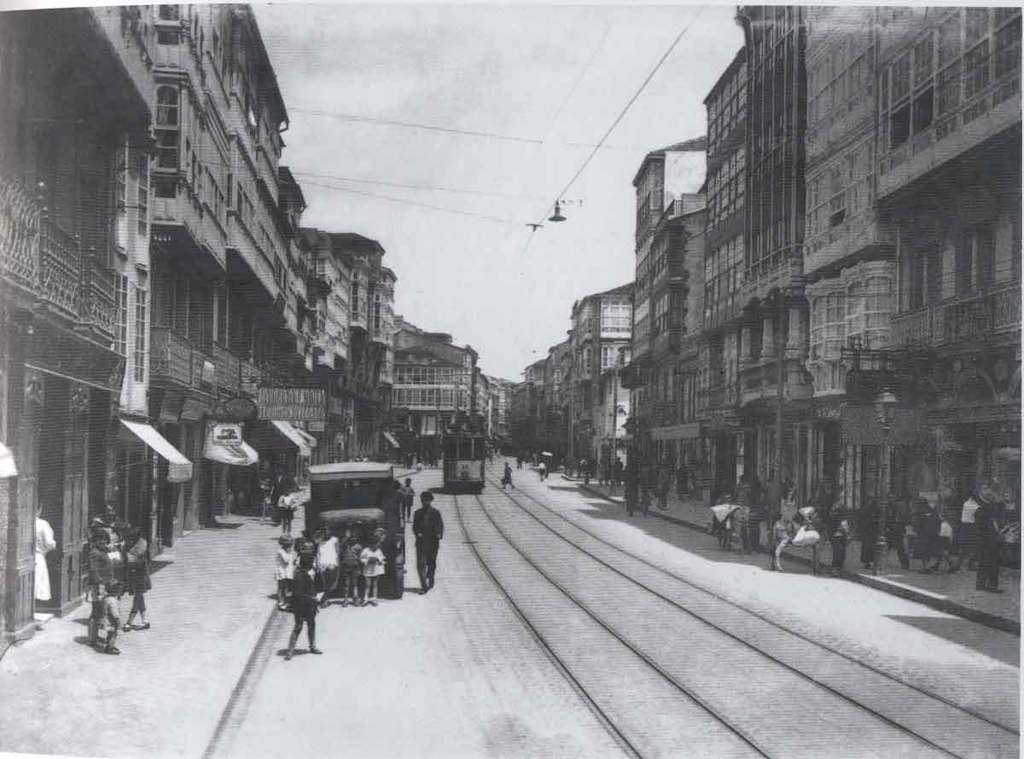
Tranvía en La Coruña a mediados de la década de 1930

En la Segunda República había dos tendencias fundamentales: la correspondiente a la Organización Republicana Gallega Autónoma (ORGA) y la contraparte en el Partido Galeguista (PG). El PG surge de la unión de varias tendencias representadas en figuras como Vicente Risco, Ramón Otero Pedrayo, Ramón Cabanillas, Ramón Suárez Picallo y Castelao. En 1936 el PG, para lograr el estatuto para Galicia, se alió con el Frente Popular, y como resultado de esa alianza sufrió una escisión. Sin embargo, se logró el Estatuto y Castelao se presentó a las Cortes poco antes de la Guerra Civil Española.

### Guerra Civil y franquismo
Galicia fue una de las regiones, junto con Castilla la Vieja, León, Navarra, dos tercios de Zaragoza y Cáceres, donde triunfó el golpe de Estado que desencadenó la guerra civil. La represión franquista que se desató a continuación acabó con los partidos, los sindicatos y el orden democrático republicano.

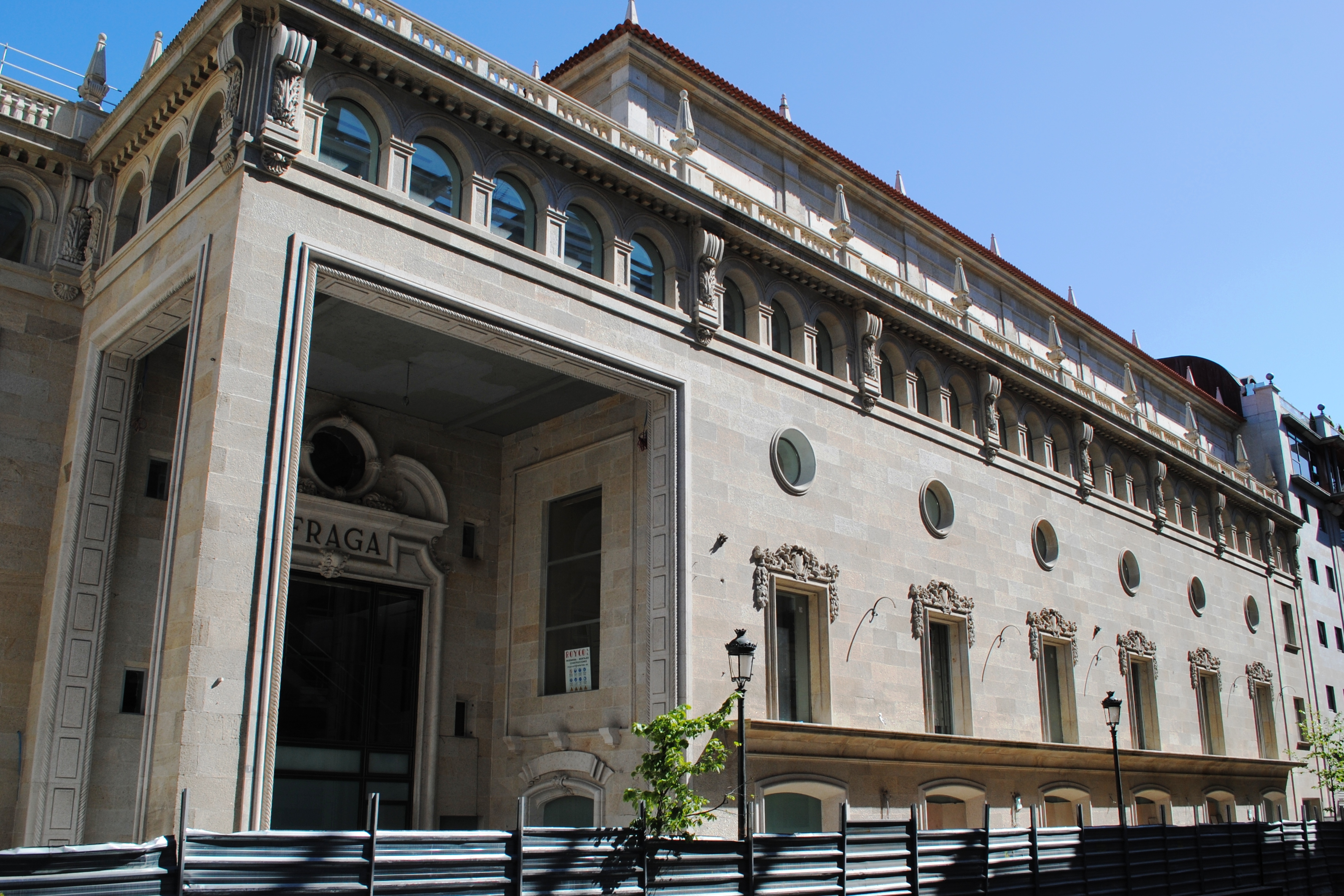
Teatro Cine Fraga, obra del arquitecto Luis Gutiérrez Soto (1942) en Vigo.

Galicia, que no fue nunca frente de guerra, con una importante influencia del clero sobre las zonas rurales deprimidas y una escasa resistencia al golpe de Estado, sufrió la represión de los sublevados, ascendiendo la cifra de asesinados y ejecutados tras juicios sumarísimos por delitos de "traición" y "auxilio a la represión" a 4560, de las cuales, 836 se produjeron sobre la base de un juicio, siendo el resto extrajudiciales. Personas de toda condición social o ideología fueron víctimas de la represión: los cuatro gobernadores civiles en el momento de la sublevación, la mujer del gobernador de La Coruña, Juana Capdevielle, destacada intelectual feminista que estaba embarazada en el momento de su ejecución, alcaldes galleguistas como Ángel Casal en Santiago de Compostela, socialistas como Jaime Quintanilla en Ferrol, o Emilio Martínez Garrido en Vigo, diputados del Frente Popular (Antonio Bilbatúa, José Miñones, Díaz Villaamil, Ignacio Seoane, o exdiputados como Heraclio Botana), militares que se mantuvieron leales a la República, como los generales Rogelio Caridad Pita, Enrique Salcedo Molinuevo, y el contraalmirante Antonio Azarola, o los fundadores del Partido Galeguista, el católico y conservador, Alexandre Bóveda Iglesias y Víctor Casas. En paralelo, para muchas personas vinculadas a la República comenzó la etapa del exilio.
Algunos movimientos de izquierda resistente crearon pequeños grupos de guerrillas con líderes como El Piloto (José Castro Veiga) o Foucellas (Benigno Andrade), que acabaron siendo detenidos y ejecutados.
El régimen dictatorial franquista prohibió los partidos, acabó con la libertad de prensa y persiguió y "depuró" las iniciativas republicanas de modernización de las instituciones e infraestructuras y de dignificación de la lengua y cultura gallegas, reduciendo estas últimas a simples manifestaciones folclóricas. La autarquía del régimen tras la Guerra Civil, unida a las malas cosechas de esos años, provocaron grandes hambrunas en los años 50. La falta de industria propia hizo que la única salida de la población gallega fuese, como en anteriores crisis, la emigración, bien a zonas industriales del país, como País Vasco y Cataluña, bien a Sudamérica, destacando Brasil y Argentina como países receptores y, ya a partir de los años 60, a Europa occidental, sobre todo a la antigua República Federal Alemana, a Suiza y a Holanda.
En la década de 1960, ministros como Manuel Fraga Iribarne introdujeron ciertas reformas aperturistas al tiempo que los tecnócratas del Opus Dei modernizaron la administración y abrieron la economía española al capitalismo.[cita requerida] Galicia, aportó materias primas y energía hidroeléctrica jugando un papel importante en las políticas industrializadoras del Estado que condujeron al llamado "milagro económico español". Fueron apareciendo iniciativas dinamizadoras como la instalación de Citroën en Vigo, la modernización de la industria conservera y la flota pesquera de gran altura, y un esfuerzo del campesinado por modernizar sus pequeñas explotaciones volcándose especialmente en la producción de leche de vacuno. En la provincia de Orense, el empresario y político Eulogio Gómez Franqueira dinamizó el sector agropecuario con una experiencia cooperativista que catapultó la producción y comercialización agroalimentaria (Coren).
Los años setenta entraron en una fase de agitación universitaria, agraria y obrera. En 1972, hubo huelgas generales en Vigo y Ferrol, núcleos industriales con abundante actividad sindical. En Ferrol, en una manifestación, la policía mató a dos obreros del astillero Bazán. Sobre estos hechos el obispo de Mondoñedo-Ferrol, Miguel Ángel Araújo Iglesias, escribió una pastoral que no fue bien recibida por el franquismo.

### En democracia

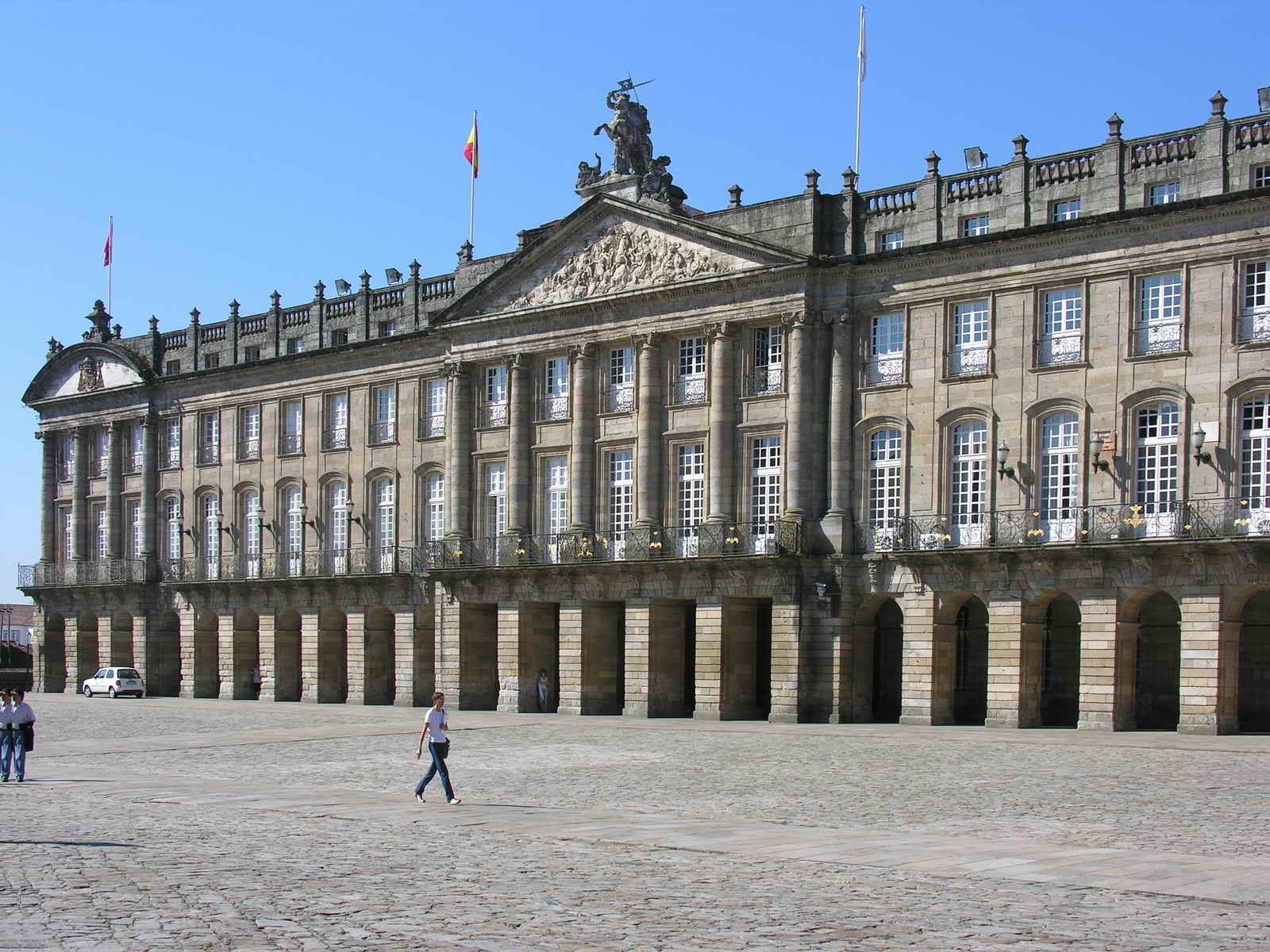
El Palacio de Rajoy es la sede oficial de la Presidencia de la Junta de Galicia y del Ayuntamiento de Santiago de Compostela.

La muerte del general Franco en 1975 dio paso a un proceso de transición a la democracia, en el que Galicia recuperó su estatus como región autónoma dentro de España con el Estatuto de Autonomía de 1981. El nuevo estatus político supone un compromiso entre el Estado centralista anterior y un mayor grado de independencia reclamado por fuerzas nacionalistas como el Bloque Nacionalista Galego (BNG). El nuevo gobierno autonómico, la Junta de Galicia, ha sido desde entonces dirigido tanto por el Partido Popular de Galicia (con Manuel Fraga como figura más destacable, presidente entre 1990 y 2005), como por el PSdeG-PSOE en coalición con los nacionalistas del BNG.

## Siglo XXI
En 2009 volvió al gobierno el Partido Popular, en la figura de Alberto Núñez Feijóo.
En la actualidad, Galicia, reconocida por su estatuto de autonomía como nacionalidad histórica, se debate entre pervivencias de su larga decadencia como el caciquismo, el envejecimiento de la población, una ganadería encorsetada, una explotación intensiva de sus recursos energéticos por parte de grupos empresariales foráneos (grandes embalses, parques eólicos) y el flujo renovado de la industria textil, el efecto arrastre de la automoción y el turismo, además del renacer de ciudades como Pontevedra, que comienzan a tener saldo vegetativo positivo en los últimos años.[cita requerida]

## Literatura
- Historia de regibus Gothorum, Vandalorum et Suevorum, editeur Jacques-Paul Migne, Patrologia Latina.
- Liber Sancti Jacobi «Codex Calixtinus», Santiago de Compostela, Xunta de Galicia, 07/2004.
- Arredor da conformación do Reino de Galicia (711–910), Xosé Antonio López Teixeira, Editorial Toxosoutos, S.L. 02/2003.
- Galicia, todo un reino, Colin Smith. Universidade de Santiago de Compostela, 1996.
- Martiño de Dumio: a creación dun reino, Anselmo López Carreira, Edicions do Cumio, S.A. 08/1996.
- Documentos medievales del reino de Galicia: Fernando II (1155–1188), ISBN 84-453-2818-2.
- Alfonso III el Magno: último rey de Oviedo y primero de Galicia, Armando Cotarelo Valledor, Tres Cantos, Ediciones Istmo, S.A. 04/1992.
- Gregory of Tours, History of the Franks, Traducción por L Thorpe (Penguin, 1974).
- Historia compostelana, Emma Falque Rey. Ediciones Akal, S.A. 11/1994.
- O reino de Galiza, Anselmo López Carreira, Edicións A Nosa Terra. Promocións Culturais Galegas S.A., 1998, ISBN 84-89976-43-0.
- O cronicón de Hidacio: Bispo de Chaves, César Candelas Colodrón, Editorial Toxosoutos S.L., 02/2004.
- O reino medieval de Galicia, Anselmo López Carreira, Edicións A Nosa Terra, Promocións Culturais Galegas, S.A., 2005, ISBN 84-96403-54-8.

- Datos: Q2390579
- Multimedia: History of Galicia (Spain) / Q2390579